# Tatarbunari
Tatarbunari (en ucraniano: Татарбунари, romanizado: Tatarbunary) es una ciudad ucraniana perteneciente al óblast de Odesa. Situada en el suroeste del país, es parte del raión de Bíljorod-Dnistrovski y del municipio (hromada) homónimo.

## Toponimia
El nombre de la ciudad en otros idiomas de importancia en el asentamiento es Tatarbunari (en ruso: Татарбунары; en rumano: Tatarbunar/Tătărăști; en turco: Tatarpınarı). La palabra Tatarbunari significa "pozos tártaros" en las lenguas eslavas del sur, y "bunar" está tomado del turco pınar (pozo). Demetrio Cantemir menciona el nombre Tatarbunar en su obra Descriptio Moldaviae (1714-1716).

## Geografía
Tatarbunari está ubicado al norte del delta del Danubio, a 100 km de Odesa y cerca del limán de Sasik. Zatoka está dentro de la región histórica de Budyak.
El limán de Sasik se ha vuelto demasiado peligrosa para nadar debido a la contaminación, incluidos pesticidas y metales pesados. El agua se describe como verdosa y con un olor desagradable.

## Historia
El asentamiento parece haber sido fundado en el siglo XVI, cuando el principado de Moldavia pasó a depender del Imperio otomano. Posteriormente la zona fue anexada por el Imperio ruso en 1812 junto con Besarabia (mitad oriental del principado).
A raíz de la Revolución rusa, la región fue reclamada por la República Democrática de Moldavia, la República Popular de Ucrania y la República Soviética de Odesa. Finalmente el pueblo fue ocupado por tropas rumanas a mediados de febrero de 1918, pasando formalmente a formar parte del reino de Rumania en marzo, después de que un consejo regional en Chisináu proclamara que toda Besarabia estaba unida a este último. Durante 1924, el asentamiento fue escenario de una revuelta campesina conocida como el levantamiento de Tatarbunari. Su población no es mayoritariamente rumana y del 16 al 18 de septiembre de 1924, Tatarbunari fue uno de los tres teatros de la operación Besarabia Roja: el Comintern, para disputar la soberanía rumana sobre Besarabia, organizó "brigadas rojas" formadas por jóvenes locales voluntarios, pertenecientes al proletariado o estudiantes, en su mayoría judíos y ucranianos, armados con barcos soviéticos, tomaron el ayuntamiento y proclamaron una "República Soviética de Moldavia".
En 1940, tras el ultimátum soviético, la ciudad y la región de Budyak fueron transferidas a la URSS y incorporadas a la República Socialista Soviética de Ucrania como parte del óblast de Akkerman. La población alemana de la ciudad fue luego expulsada a Alemania y la minoría rumana fue deportada al Kubán. Durante la Segunda Guerra Mundial, Tatarbunari fue ocupada por Rumania en 1941-44 tras el ataque del Eje a la Unión Soviética. Un Einsatzgruppen masacró a la población judía local en una ejecución masiva.
A fines de la década de 1970, se construyó una presa que separaba el limán de Sasik del mar Negro con la idea de convertir la laguna en un lago de agua dulce para uso en riego. Sin embargo, esto fracasó y el uso del agua de Sasik dio lugar a la salinización de unas 30.000 hectáreas de tierra, con el consiguiente impacto en los cultivos y la mineralización de las aguas subterráneas y los pozos. En 1978 Tatarbunari obtuvo el estatus de ciudad.
Un estudio realizado en agosto de 2007 destacó varios problemas en Tatarbunari. El suministro central de agua abastece al 60% de la población y es de sabor salado disponible sólo cuatro horas al día. El otro 40% de la población utiliza pozos privados, pero el agua está sucia y no es apta para beber. Las tasas de cáncer en esta región se encuentran entre las más altas de Ucrania, especialmente entre niños y adultos jóvenes. 
Hasta el 18 de julio de 2020, Tatarbunari era el centro administrativo del raión de Tatarbunari. La raión fue abolida en julio de 2020 como parte de la reforma administrativa de Ucrania, que redujo el número de raiones del óblast de Odesa a siete. El área del raión de Tatarbunari se fusionó con el raión de Bíljorod-Dnistrovski.

## Demografía
La evolución de la población de Tatarbunari entre 1886 y 2022 fue la siguiente:
| 3077                                                          | 7851 | 9759 | 10 807 | 11 567 | 10 797 | 10 881 | 10 992 | 11 005 | 11 032 | 10 836 |
| (Fuente: Cities & Towns of Ukraine y UKRAINE: Größere Städte) |      |      |        |        |        |        |        |        |        |        |

Según el censo de 2001, la lengua materna de la mayoría de los habitantes, el 84,64%, es el ucraniano; del 7,85%, el ruso; del 3,58% es el búlgaro; el rumano del 2,47%.

## Infraestructura

### Transporte
La autopista E87 Odesa-Antalya pasa por la ciudad.

## Galería

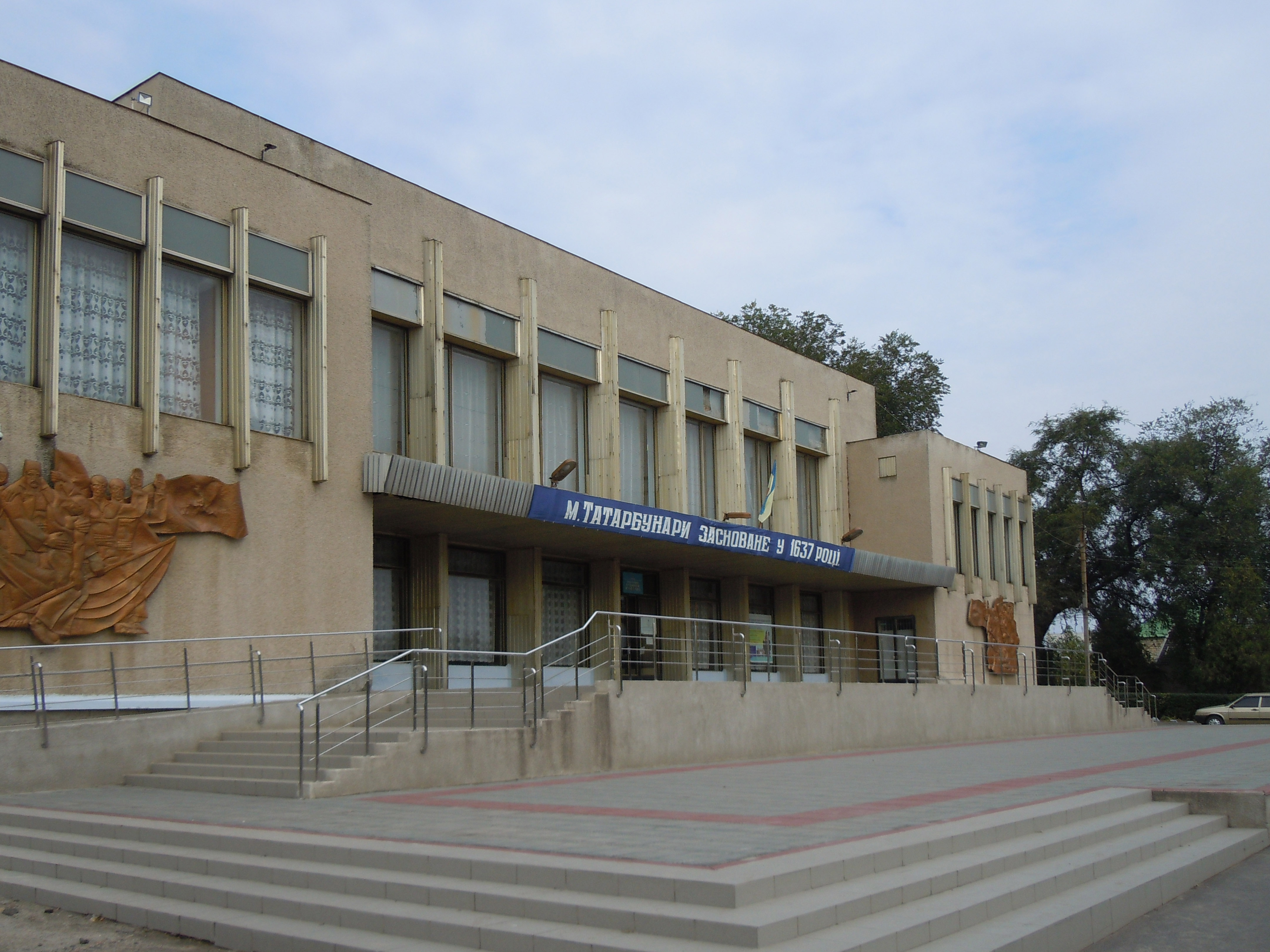
Palacio de cultura de Tatarbunari
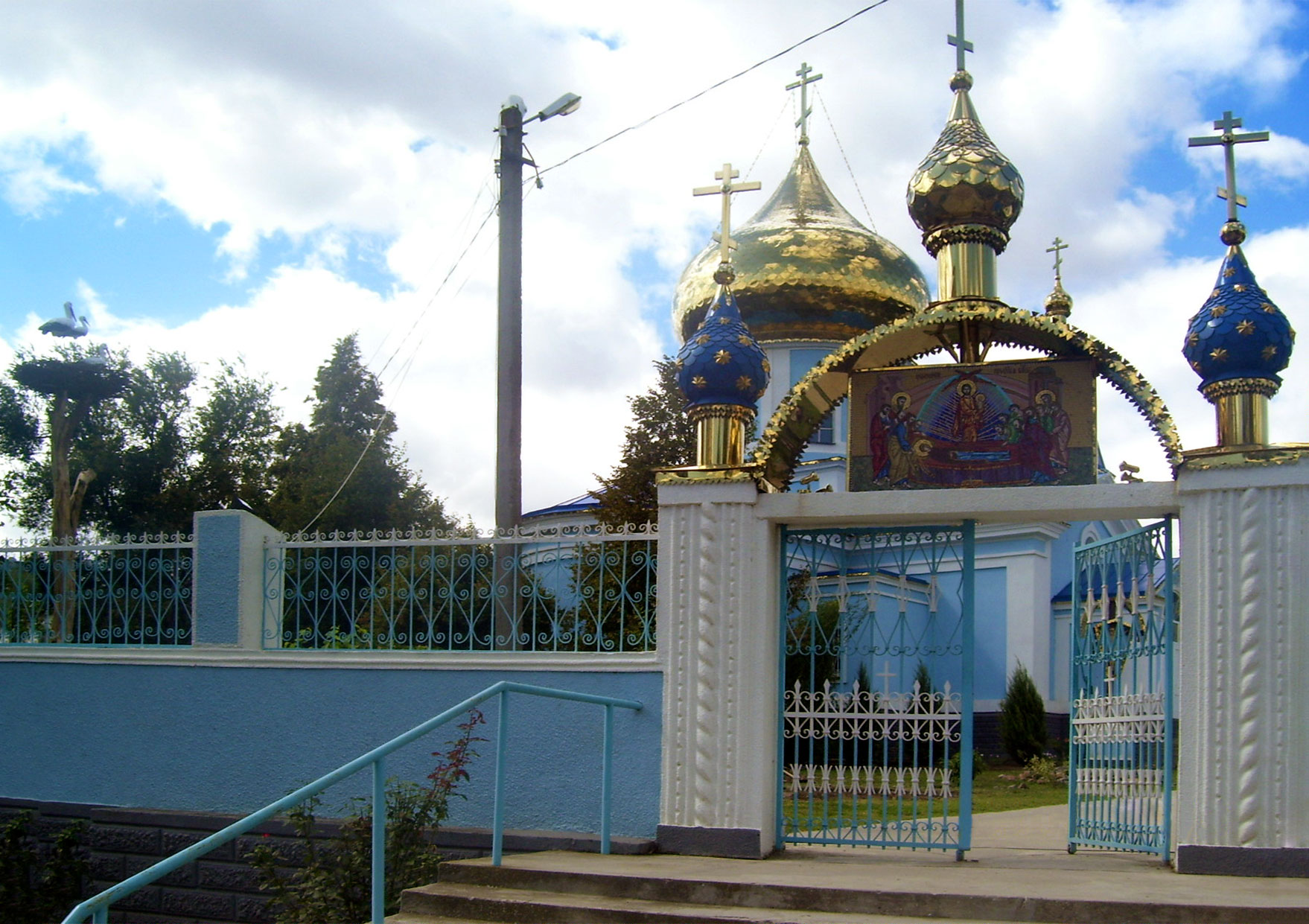
Iglesia de la Dormición
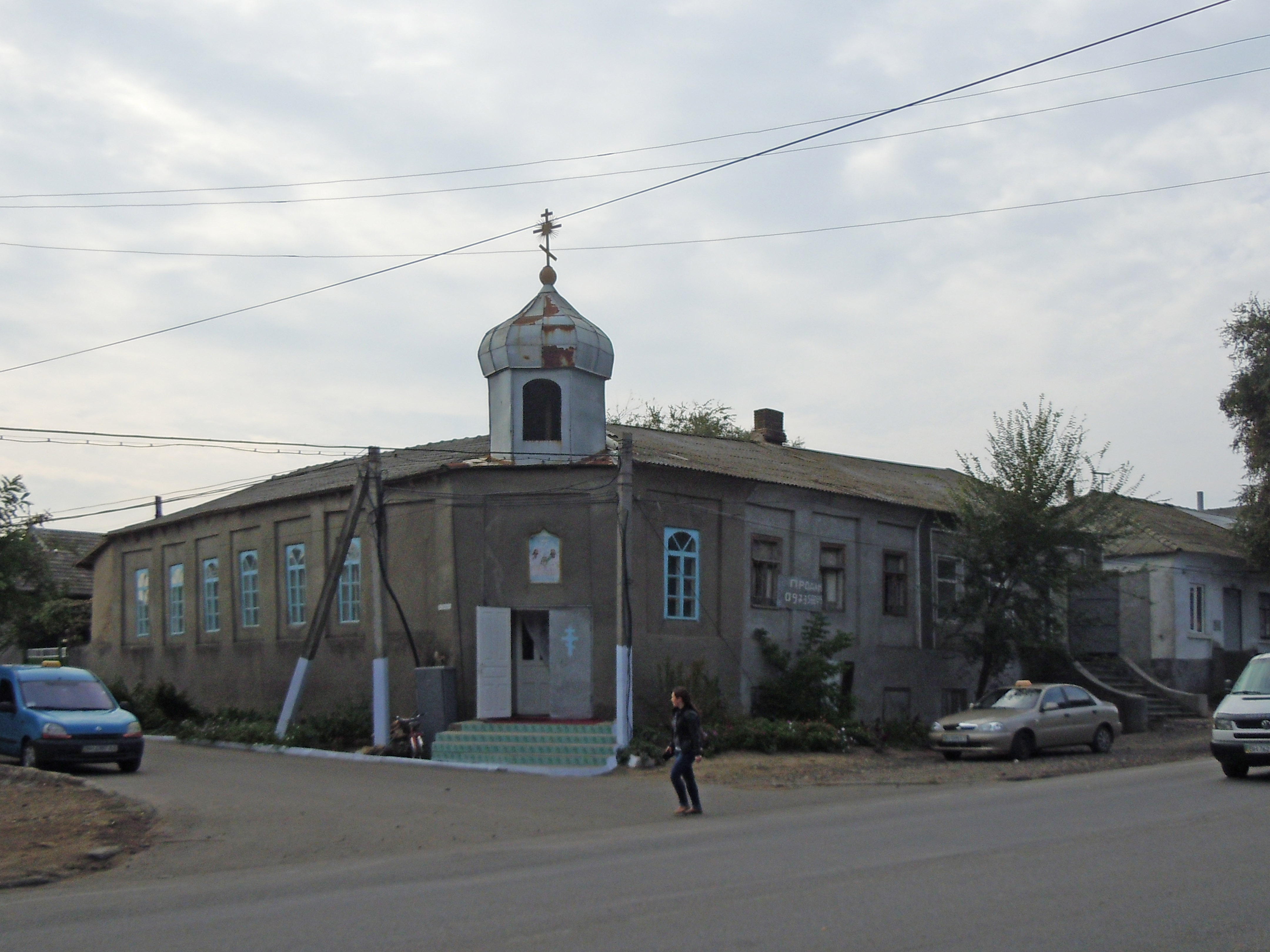
Iglesia de la Santa Trinidad
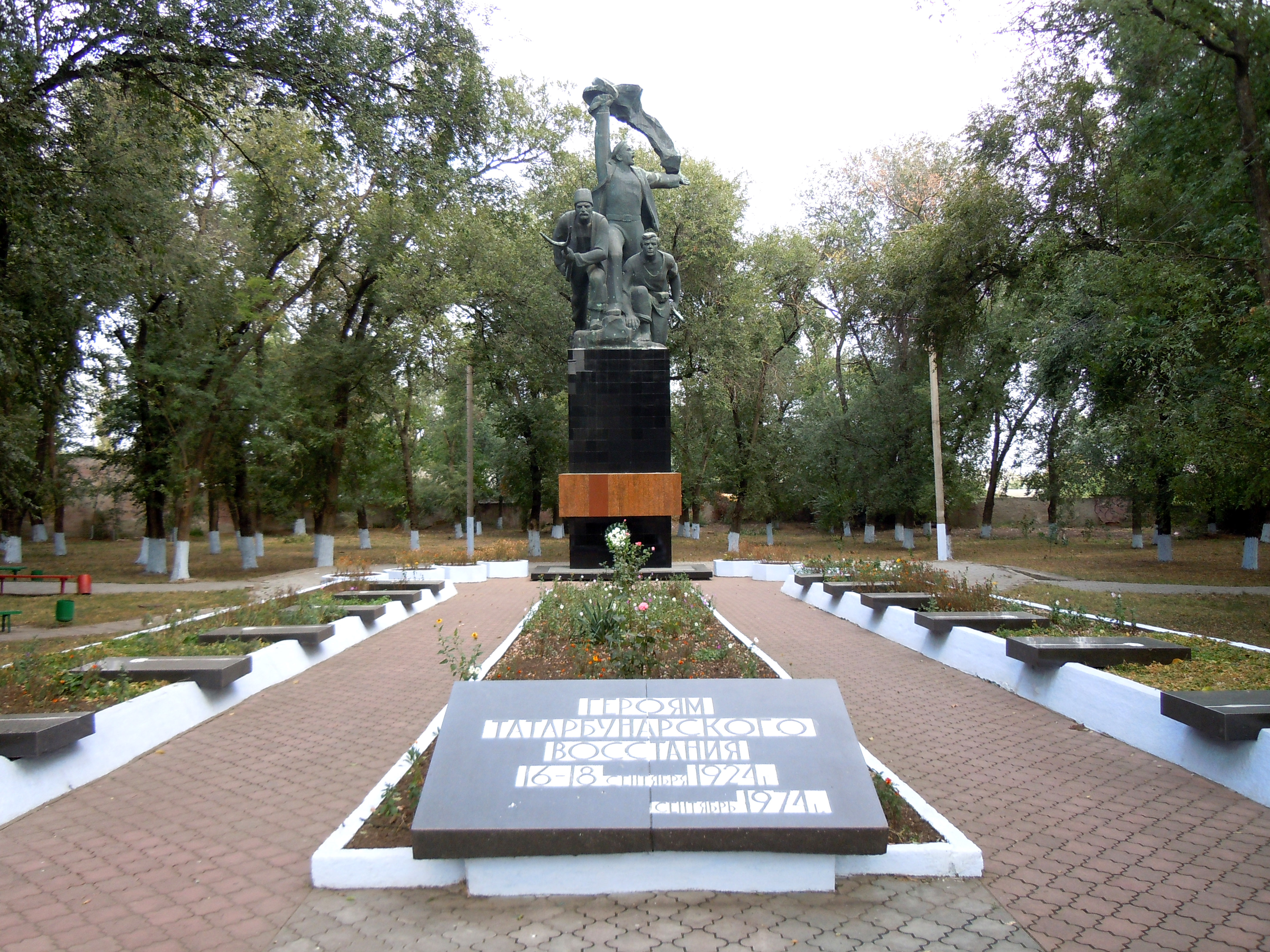
Monumento al levantamiento de Tatarbunari